# イケメン☆チャンネル
『イケメン☆チャンネル』は、2008年にパーフェクト チョイス（現・スカチャン）で放送された番組である。特に日韓のイケメンに焦点を絞った番組であった。

## 狩野英孝お薦め韓流特集
2月に放送された韓流特集ではお笑いタレントの狩野英孝がナビゲーターを務める韓流番組である。映画、ドラマ、舞台などさまざまなフィールドで活躍する“イケメン”たちを紹介していく番組で、狩野は「イケメンたるもの外見だけでなく内面も磨かなくてはということです。“ナイメン、イケメン”です!!」と述べた。また、狩野は“韓流スター特集”のナビゲーター役に抜擢された際「いやー嬉しいですよ！ 自分の冠番組みたいなものですからね。このキャラクターで本当に良かったです」と嬉しそうに語った。狩野はナビゲーターのみならず、韓国の競技テコンドーにも初挑戦した。※ただし、狩野本人は当番組に自分は出演はしていないと自らのYouTube番組内で否定した。

### 韓流スター
- ペ・ヨンジュン
- リュ・シウォン
- パク・ヨンハ
- Rain(ピ)
- 東方神起
- SS501